# Icom IC-705

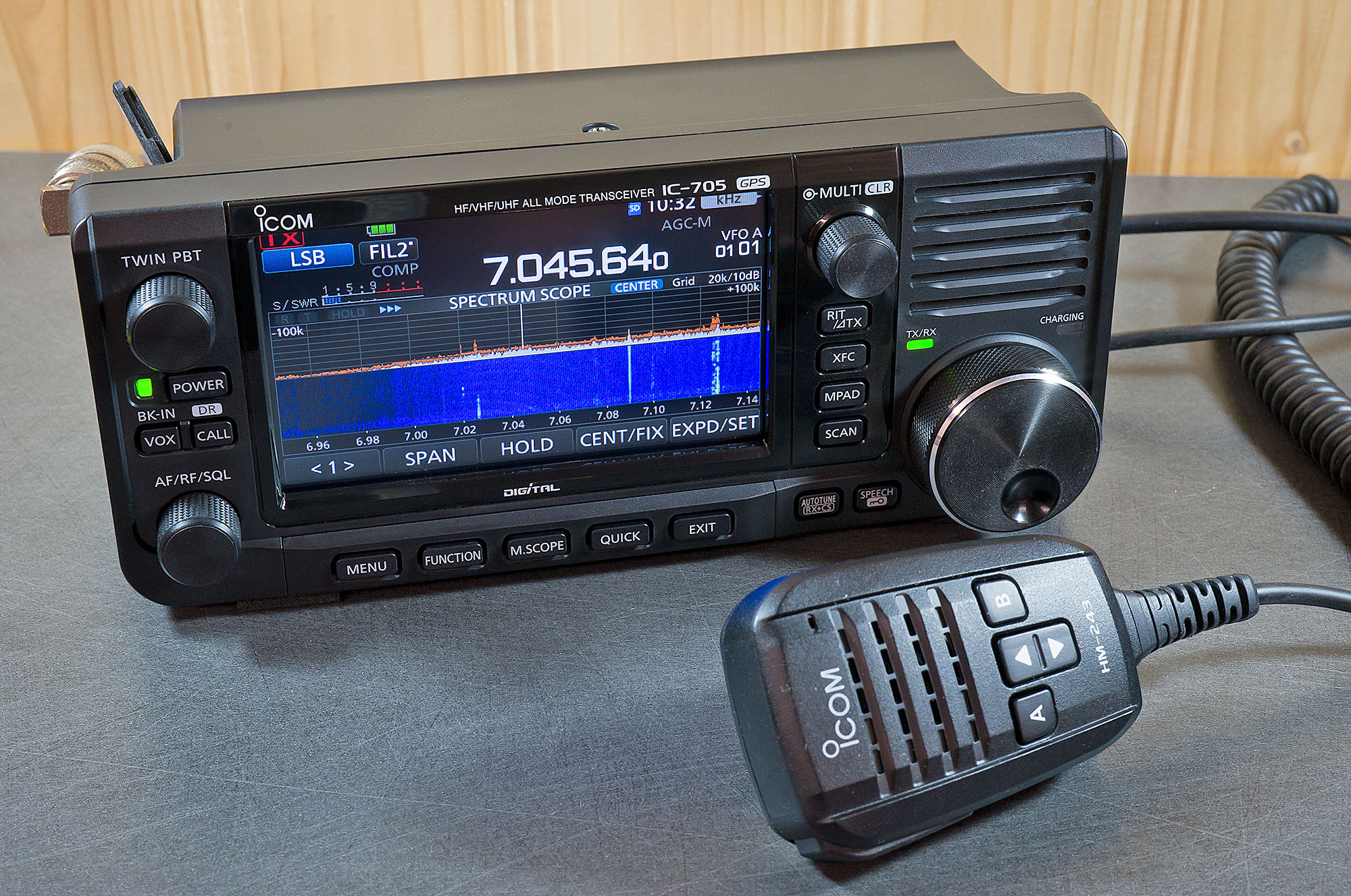
Icom IC-705 beim Empfang des 40-Meter-Bands um 7 MHz, hier mit „Wasserfalldarstellung“ (Spectrum scope).

Icom IC-705 ist ein tragbarer Amateurfunk-Sendeempfänger (englisch Transceiver) des japanischen Herstellers Icom für die Kurzwellen-Amateurfunkbänder sowie das 6‑Meter-, das 2‑Meter- und das 70‑Zentimeter-Band. Er kann als Stationsfunkgerät innerhalb einer Amateurfunkstelle, als mobile Funkstation oder portabel eingesetzt werden.

## Eigenschaften
Die Spannungsversorgung kann über ein externes Netzteil (13,8 V bei 3 A) oder über den mitgelieferten und auswechselbaren Li‑Ionen-Akku erfolgen. Dies macht das leichte und kompakte Gerät geeignet für Freiluftaktivitäten und Funksport, wie beispielsweise Parks on the Air (POTA). Im Gegensatz zum eher für den stationären Einsatz vorgesehenen Icom IC‑7300 mit seinen 100 W Ausgangsleistung, der über keinen Akku verfügt, beträgt die maximale Ausgangsleistung des IC‑705 nur 5 W bei Akku-Betrieb und 10 W bei Netzbetrieb.
Der Empfänger ist als Software Defined Radio (SDR) aufgebaut. Im Frequenzbereich bis 25 MHz wird das über die angeschlossene Antenne empfangene HF-Signal mithilfe eines Digital Down Converters (DDC) direkt digital umgesetzt. Für höhere Frequenzen wird ein 1 MHz breiter Bandausschnitt auf die Zwischenfrequenz 38,85 MHz gemischt und anschließend analog-digital-gewandelt.
Weitere Merkmale sind das berührungsempfindliche Farb-Display mit der „Wasserfallanzeige“ genannten Darstellung des Frequenzspektrums. Der IC‑705 unterstützt viele der üblichen Amateurfunkbetriebsarten, wie beispielsweise Amplitudenmodulation (AM), D‑STAR, Einseitenbandmodulation (SSB), Frequenzmodulation (FM), FT8, Funkfernschreiben (RTTY) und Morsebetrieb (CW). Darüber hinaus verfügt er über einen integrierten GPS‑Empfänger, womit der eigene Standort genau ermittelt und leicht mitgeteilt werden kann. Im Gegensatz zum IC‑7300 fehlt ein eingebauter Antennentuner.

## Technische Daten
- Abmessungen (L×B×H): 84 mm × 200 mm × 82 mm
- Gewicht: 1,1 kg
- Betriebsspannung: 13,8 V (max. 3 A)
- Frequenzbereiche: Amateurfunkbänder von 160 m bis 70 cm (ohne 4 m)
- Sendeleistung: max. 10 W